# Ostrovská plošina

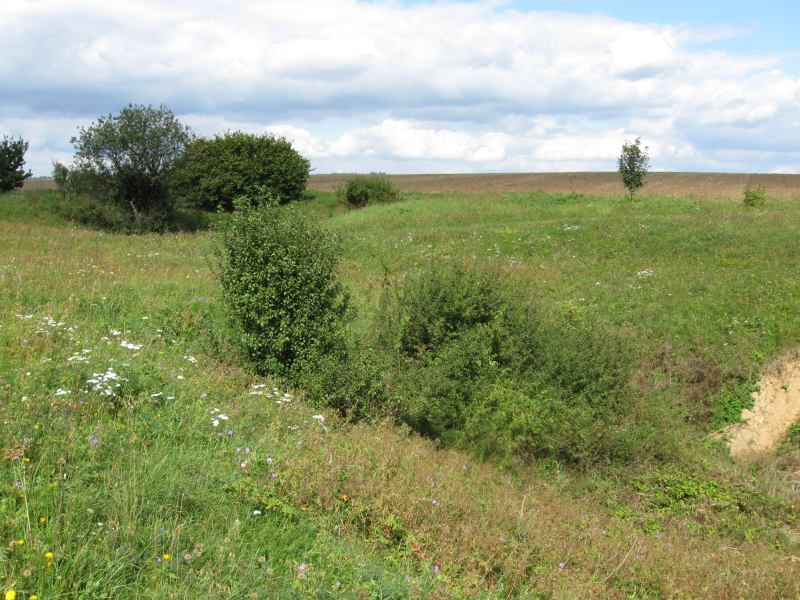
Ostrovská plošina - Jandourkovy závrty

Ostrovská plošina se nachází v severní části Moravského krasu, v blízkosti obce Ostrov u Macochy. Jedná se o území nacházející se mezi Suchým a Pustým Žlebem. Ostrovská plošina zaujímá asi 8,7 km čtverečních a vlastní Ostrovská plošina má 3 km čtvereční. Skládá se ze čtyř samostatných celků a to plošin: Šošůvské, Bukovinky, Ostrovské a Macošské.
Nachází se zde mnoho závrtů, většinou trychtýřovitých tvarů a jejich hustota na 1 km čtvereční je 94 závrtů. Některé z nich byly uměle otevírány, např. Hluboký, Meiselův, Maruška apod. Propasťovitá pokračovaní těchto jeskyní spadají do hloubky až 130 metrů. Významný je Cigánský závrt, vstup do Amatérské jeskyně. Ostrovská plošina má tři největší závrty v Moravském krasu a to závrt Měšiny – průměr 164 metrů, Dolina – průměr 166 metrů a Měštikád – průměr 106 metrů. Centrální jeskynní systém pod Ostrovskou plošinou je Amatérská jeskyně. Největším jevem na Macošské plošině je propast Macocha, která má hloubku 138 m.
Na Ostrovské plošině je známo několik nových závrtů, ale ty byly i s některými ostatními závrty díky zemědělským činnostem zaorány a zasypány. Nyní[kdy?] vede správa CHKO jednání o zatravnění těchto prohlubní a o zárůstu křovinami, tak aby nedošlo k jejích zanesení. Také se snaží, aby zdejší pole nebyla hnojena, protože se hnojiva dostávají rychle do podzemí.